# Yan Yan Machiko
Yan Yan Machiko (やんやんマチコ?, YanYan Machiko) è una serie anime ONA ideata da Satoshi Tomioka. Prodotto dallo studio Kanaban Graphic, famoso per la serie animata di Usavich, il primo episodio di Yan Yan Machiko è stato trasmesso per la prima volta su youtube, il 24 dicembre 2009.
Nel corso del 2013 sono stati tradotti ufficialmente e distribuiti gratis in rete i primi due episodi.

## Trama
La giovane pecora Machiko vive nella trafficata via commerciale di Avenue des Champs-Élysées.

## Personaggi
Machiko  ( マチコ  ?)
doppiata da Yoko Fukita
Giovane e paffuta pecora che si considera una ragazza di vent'anni. Il suo carattere solare ed ingenuo la rendono molto amata nella zona di Champ Elysees.
 Agri  ( アグリ ?,  Aguri )
doppiata da Mayumi Sato
Vicina di casa di Machiko e sua amica. Va spesso a trovare Machiko introducendosi in camera di quest'ultima passando per il balcone.
 Mamoru ( マモル ?)
doppiato da Koji Okura
Padrone di casa di Machiko, è inoltre il proprietario del minimarket sottostante l'abitazione della ingenua affittuaria.
 Sarah ( セーラ  ?,  Sēra )
doppiata da Hiroki Yasumoto
Amica di Machiko, possiede un locale lungo la via.